# Pseudorontium cyathiferum
Pseudorontium cyathiferum är en grobladsväxtart som först beskrevs av George Bentham, och fick sitt nu gällande namn av Werner Hugo Paul Rothmaler. Pseudorontium cyathiferum ingår i släktet Pseudorontium och familjen grobladsväxter. Inga underarter finns listade i Catalogue of Life.